# ورزشگاه یارنوالن
ورزشگاه یارنوالن (سوئدی: Jernvallen) یک ورزشگاه فوتبال در سندویکن، سوئد است.
این ورزشگاه که در سال ۱۹۳۸ تأسیس شده دارای ۷٬۰۰۰ نفر ظرفیت می‌باشد و یکی از ورزشگاه‌های جام جهانی فوتبال ۱۹۵۸ بوده‌است.